# Anomozamites
Anomozamites Schimper è un genere di piante fossili a foglie pinnate.